# 주고쿠 전력
주고쿠 전력 주식회사(일본어: 中国電力株式会社)은 주고쿠 지방을 주요 영업 지역으로 하는 전력 회사이다.

## 개요
약칭으로 츄덴(일본어: 中電) 또는 주코쿠덴(일본어: 中国電)을 사용하며, 혹은 회사의 브랜드 이름이기도 한 EnerGia(라틴어로 에너지의 뜻)이 사용된다.
브랜드 슬로건은 "좋은 일, EnerGia"(일본어: いいことプラス EnerGia)이다.
주고쿠 전력은 야마구치현 통영의 전력 사업 등을 바탕으로 출범한 경위부터 야마구치 현이 실질적 최대 주주(야마구치 현의 외곽 단체를 통해서 주식을 보유)이다.

## 발전 설비
총 111개, 1,198만 9,825 kW (2013년 말 기준)
- 총 출력은 장기 계획 정지 중 정기 점검중인 호기를 포함한다. 폐지된 호기와 건설중인 호기는 포함하지 않는다.

### 수력 발전소
98개, 290만 6,625 kW

### 화력 발전소
12개, 780만 600 kW (관련 회사 경영의 발전소 제외)

### 원자력 발전소
1개소 (건설 계획 중 1개) 128만 kW

### 신에너지 발전소
2개, 6,000 kW